# Peter Wolodarski
Peter Wolodarski, född 15 april 1978 i Oscars församling i Stockholm, är en svensk journalist och programledare som sedan 10 mars 2013 är chefredaktör för Dagens Nyheter.

## Uppväxt och utbildning
Peter Wolodarski är son till Aleksander Wolodarski och bibliotekarien Anna Wolodarski. Föräldrarna flydde till Sverige från Polen i slutet av 1960-talet, efter det att Polens ledare Władysław Gomułka startat en antisemitisk kampanj.
Som 12-åring inledde Peter Wolodarski sin journalistiska bana som reporter i barn- och ungdomsprogrammet Barnjournalen. Åren 1994–1997 gick han på Östra reals gymnasium i Stockholm. År 1997 påbörjade han studier vid Handelshögskolan i Stockholm och utbildade sig till civilekonom. Under gymnasietiden engagerade han sig i Liberala ungdomsförbundet, där han bland annat arbetade med tidningen Radikalt forum.

## Arbetsliv
År 1999 vid 21 års ålder blev han ledarskribent på Expressen och samma år började han hos Åke Ortmark i TV8. 2001 blev han ledarskribent på Dagens Nyheter. Han har även varit programledare för Studio 8 och Wolodarski i TV8. Han är också tidigare skribent och numera medlem i redaktionskommittén för Judisk krönika.
Hösten 2008 tillbringade Wolodarski vid Harvard University som en av 2008–2009 års Niemanstipendiater. Där studerade han bland annat Rysslands moderna historia.
Wolodarski tillträdde 15 mars 2009 posten som politisk redaktör på Dagens Nyheter. I januari 2013 föreslogs han ta över som chefredaktör och ansvarig utgivare för Dagens Nyheter och tillträdde formellt 10 mars 2013. Dagen efter tillkännagav han att tidningen skulle satsa mer på berättande och agendasättande journalistik. Wolodarski sade 2021 att han med "agendasättande" avsåg journalistik som är relevant för dagordningen i Sverige och därför uppmärksammas, citeras och följs upp av andra medier. Wolodarski sade att grundinställningen hos tidningen 2021 fortfarande var densamma men att ordet "agendasättande" ledde tankarna fel och att han därför övergav just den formuleringen redan sommaren 2013 eftersom det missförstods.
Wolodarski har av tidskriften Fokus liknats vid "en Herbert Tingsten".

## Övrigt
Han var sommarvärd i Sommar i P1 2013.
Peter Wolodarski är gift med journalisten Karin Grundberg Wolodarski. Tillsammans har de fem barn.